# 戦乙女と屋根の下
『戦乙女と屋根の下』（ヴァルキリーとやねのした）は、玉岡かがりによる日本の4コマ漫画作品。『まんが4コマぱれっと』（一迅社）にて、2011年6月号から2013年6月号まで連載。同誌のリニューアルにより新連載が同時に8作品開始され、その1作として開始。

## あらすじ
秋島千鶴・小鳥の姉妹が住む家に、ある日突然神界からヴァルキリーが落ちてくる。彼女は戦死者の魂を探しに人間界に降りてきたのだった。北欧神話の神々も巻き込み騒動を巻き起こすヴァルキリーと小鳥たちによるファンタジー要素を含んだ日常コメディ。

## 登場人物
ヴァルキリー（エルルン）
オーディンの命を受け、戦死者の魂を探しにミドガルド（人間界）にやって来た（落下してきた）ヴァルキリー。「ヴァルキリー」は種族名であり、本名は「エルルン」。
当初はオーディンの勘違いにより千鶴を戦死者だと思い込み、魂を導きに来たが、それが勘違いだと分かった後は戦死者を探すために秋島家に居候している。
外見は幼い少女の姿であり、性格もそれ相応に無邪気で天真爛漫。神としての威厳はあまり無く、一般人には幼稚園児ぐらいの幼い子供に見られることが多い。フレイ曰く、成績はヴァルキリー中最下位。
人間界の馴染みの無い事柄を神界の事柄に例えることがあるが、その一方で人間界のマニアックな事柄を知っていることがある。
秋島 小鳥（あきしま ことり）
ヴァルキリーの居候先の家に住む、中学生の少女。
自宅は剣道場であり、常に剣道の練習に励んでいる。その腕前はかなりのもので、ヴァルキリーの大剣に対して竹刀で互角に渡り合うほど。普段は眼鏡をかけているが、剣道をする際はコンタクトレンズをしている。
クールな性格で、同性のファンも多い。ヴァルキリーに対しては素っ気ない態度をとっているが、妹のように可愛く思っている。幽霊と料理は苦手。
秋島 千鶴（あきしま ちづる）
小鳥の姉。秋島家の家事を担当している場面が多く、「大人の女性」の雰囲気を出している。
妹の小鳥に比べると穏やかでおっとりとした性格であり、当初ヴァルキリーが千鶴の魂を奪おうとした（＝殺そうとした）際にも、本人は他人事のように感じていた。その一方で、フレイヤに年増扱いされたときは相当根に持っていた模様。
ヴァルキリーを「ヴァルキリーちゃん」と呼び、可愛がっている。
フレイ／フレイヤ
ヴァルキリーの上司。ヴァルキリー（エルルン）の成績があまりに悪いため、指導のため秋島家に居候することになった。
フレイとフレイヤは双子の兄妹であり、一つの身体に二人の人格が宿っている。強い物理的・精神的ショックを受けると人格が入れ替わる模様。身体も両性具有であるが、見た目では女性のように描かれている。
兄のフレイは豊穣の神。基本的には常識人だが、フレイヤのせいで貧乏くじを引かされることがしばしば。千鶴に好意を抱いている。
妹のフレイヤは女好きであり、たびたび（フレイが知らない間に）外を遊び歩いている。
オーディン
神界における最高神。ヴァルキリーが人間界に来た後も、たびたび神界から指示を下している。
気のいい老人として描かれている。やや浮気性らしく、妻には頭が上がらない。
フリッグ
オーディンの妻で、愛の女神。若い美女だが、性格は激しい。
ウトガルデロック
巨人族の王。オーディンとは仲が悪い。
ゲリとフレキ
オーディンに従う双子の狼。狼耳のフードを被った子供として描かれている。「貪欲なもの」の名の通り、食欲旺盛。
ヴァルキリーの仕事ぶりを調査するため、オーディンの命を受け地上にやって来た。
ヘイムダル
虹の橋「ビフレスト」を守る光の神。神話では男性の神であるが、本作では女性の姿で描かれている。
世界の終末「ラグナロク」を告げる角笛「ギャラルホルン」を地上に落としてしまい、ヴァルキリーとフレイ・フレイヤに捜索を依頼した。

## 書誌情報
- 玉岡かがり『戦乙女と屋根の下』一迅社〈4コマKINGSぱれっとコミックス〉、全2巻
  1. 2012年6月5日初版発行（5月22日発売[2]）、ISBN 978-4-7580-8150-4
  2. 2013年6月22日発売[3]、ISBN 978-4-7580-8181-8